# Ralph Walker Nickless
Ralph Walker Nickless, né le 28 mai 1947 à Denver aux États-Unis, est un prélat américain, évêque de Sioux City de 2005 à 2025.

## Biographie
Walker Nickless est né dans la famille de dix enfants de Walker Nickless, Sr. et E. Margaret (née McGovern) Nickless. Il est diplômé de la Bishop Machebeuf Catholic High School en 1965. Walker Nickless est ordonné prêtre pour l'archidiocèse de Denver, le 4 août 1973.
Il sert dans diverses paroisses du Colorado, en dernier comme curé de Notre-Dame-de-Fatima de Lakewood et comme vicaire général de l'archidiocèse.

### Évêque de Sioux City
Mgr Nickless est nommé évêque de Sioux City, le 10 novembre 2005 par Benoît XVI. Il est consacré et installé le 20 janvier 2006 à l'église de la Nativité-de-Notre-Seigneur de Sioux City, par Mgr Jerome Hanus, archevêque de Dubuque.

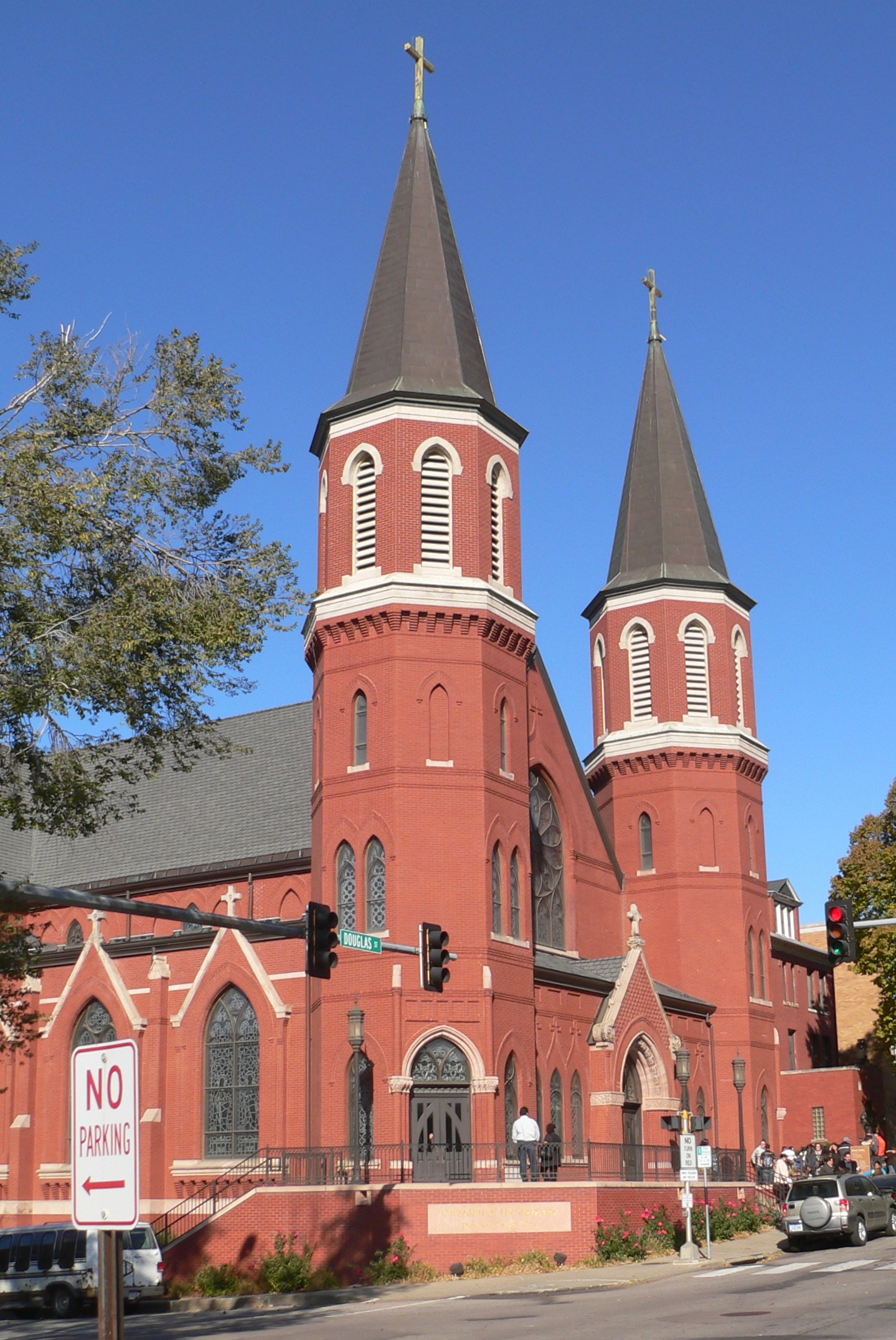
Cathédrale de l'Épiphanie de Sioux City.

En août 2009, Mgr Nickless déclare que « l'Église catholique n'enseigne pas que le gouvernement doit fournir directement des soins à la population »; mais que « le rôle propre du gouvernement est de donner des règles au secteur privé, afin de favoriser une saine compétition et de réduire les abus. Ainsi toute législation qui minerait la viabilité du secteur  privé est suspecte. »,
En février 2012, Mgr Nickless s'exprime au cours d'une émission diffusée sur Internet par le Family Research Council, durant laquelle il qualifie l'initiative de l'administration Obama de requérir auprès des assureurs de santé la couverture du contrôle des naissances, comme quelque chose qui est soutenue par les « puissances du mal » et appelle « ceux qui suivent la lumière à se lever pour s'opposer avec force à cela. ».
Le 12 février 2025, le pape François accepte sa démission pour raison d'âge.